# Förvaltningsrätten i Karlstad
Förvaltningsrätten i Karlstad är en förvaltningsrätt som den 15 februari 2010 ersatte Länsrätten i Värmlands län och Länsrätten i Örebro län som domstol i lägsta instans för förvaltningsmål i Sverige.
Enligt ett förslag från Domstolsverket skulle denna förvaltningsrätt få sitt säte i Örebro. Detta motiverades med att Örebro är en större stad än Karlstad och på grund av detta, sitt läge i landet och att det finns en juristutbildning vid Örebro universitet skulle det vara lättare att rekrytera kompetent personal till domstolen. Det är också fler människor som bor nära Örebro än som bor nära Karlstad. Regeringen beslutade dock att föreslå att domstolen skulle ligga i Karlstad, eftersom Karlstad ligger geografiskt mer centralt i domkretsen.

## Domkrets
Förvaltningsrättens i Karlstad domkrets består av Värmlands och Örebro län. Den består därmed av följande kommuner.
| - Arvika - Eda - Filipstad - Forshaga - Grums - Hagfors - Hammarö - Karlstad - Kil - Kristinehamn - Munkfors - Storfors - Sunne - Säffle - Torsby - Årjäng | - Askersund - Degerfors - Hallsberg - Hällefors - Karlskoga - Kumla - Laxå - Lekeberg - Lindesberg - Ljusnarsberg - Nora - Örebro |